# Taktikon Uspensky
O Taktikon Uspensky (ou Uspenskij) é o nome convencional comum de uma lista de meados do século IX escrita em grego com os postos civis, militares e eclesiásticos do Império Bizantino e da sua precedência na corte imperial. Nicolas Oikonomides datou a obra de 842-843, o que faz dela o mais antigo duma série de documentos semelhantes (taktika), que sobreviveram até à atualidade e que datam dos séculos IX e X. A obra deve o seu nome ao bizantinista russo Fyodor Uspensky (1845  1928), que a descobriu no final do século XIX num manuscrito (codex Hierosolymitanus gr. 39) na biblioteca do Patriarcado Grego Ortodoxo de Jerusalém, que também contém uma parte do Cletorológio de Filoteu, um taktikon mais tardio.